# Bahnstrecke Dole Junction–Brattleboro
| Gesellschaft: | zuletzt GMR          |                         |                         |
| Streckenlänge: | 13,39 km             |                         |                         |
| Spurweite: | 1435 mm (Normalspur) |                         |                         |
| |                      |                         |                         |
| Gleise: | 1                    |                         |                         |
| \| \| \| \| \| \| \| \| von East Northfield \| \| \| \| 0,00 \| Dole Junction NH \| Dole Junction NH \| \| \| \| nach Keene \| \| \| \| 3,14 \| Fort Hill NH \| Fort Hill NH \| \| \| \| Connecticut River \| \| \| \| \| von New London \| \| \| \| 13,39 \| Brattleboro VT (Amtrak) \| Brattleboro VT (Amtrak) \| \| \| \| nach Windsor \| \| |                      |                         |                         |
| |                      |                         |                         |
| Strecke (außer Betrieb) |                      | von East Northfield     | von East Northfield     |
| Haltepunkt / Haltestelle (Strecke außer Betrieb) | 0,00                 | Dole Junction NH        | Dole Junction NH        |
| Abzweig geradeaus und nach rechts (Strecke außer Betrieb) |                      | nach Keene              | nach Keene              |
| Haltepunkt / Haltestelle (Strecke außer Betrieb) | 3,14                 | Fort Hill NH            | Fort Hill NH            |
| Brücke über Wasserlauf (Strecke außer Betrieb) |                      | Connecticut River       | Connecticut River       |
| Abzweig ehemals geradeaus und von links |                      | von New London          | von New London          |
| Bahnhof | 13,39                | Brattleboro VT (Amtrak) | Brattleboro VT (Amtrak) |
| Strecke |                      | nach Windsor            | nach Windsor            |

Die Bahnstrecke Dole Junction–Brattleboro, auch Fort Hill Branch, ist eine ehemalige Eisenbahnverbindung in New Hampshire und Vermont (Vereinigte Staaten). Sie ist etwa 13 Kilometer lang und verbindet die Bahnstrecke East Northfield–Keene mit der Stadt Brattleboro. Die Strecke ist stillgelegt und abgebaut.

## Geschichte
Die Boston and Maine Railroad betrieb die Strecke im Tal des Connecticut River nördlich von Brattleboro gemeinsam mit der Central Vermont Railroad. Sie besaß außerdem die Bahnstrecke Springfield–East Northfield. Für die Verbindung dieser beiden Strecken hatte sie nur ein Mitbenutzungsrecht, da der Abschnitt der New England Northern Railroad gehörte. Da diese Strecke ziemlich ausgelastet war und die Boston&Maine nicht abhängig davon sein wollte, baute sie eine eigene Strecke parallel dazu. Sie zweigte am Haltepunkt Dole Junction von der Bahnstrecke East Northfield–Keene ab, die ebenfalls in Besitz der Boston&Maine war. Der Bau begann 1912 und am 23. Juni 1913 ging die Verbindung in Betrieb.
Mit der Central Vermont, die auch den Betrieb auf der New England Northern führte, bestand bereits eine Betriebsgemeinschaft für die Strecke nördlich von Brattleboro, die nun auch auf die beiden parallelen Strecken zwischen East Northfield und Brattleboro vereinbart wurde. Die Züge verkehrten in nördlicher Richtung über den neuen Fort Hill Branch, und in südlicher Richtung über die Altstrecke am Westufer des Flusses. Noch bis 1965 verkehrten durchgehende Expresszüge über den Fort Hill Branch. Ab 1970 verkehrten die Züge nach Keene in beide Richtungen über die Strecke und mussten in Dole Junction Kopf machen, da der Abschnitt von East Northfield nach Dole Junction stillgelegt wurde. Die Green Mountain Railroad führte ab dem 23. Januar 1978 den Betrieb auf der Strecke und kaufte sie am 1. Januar 1982. Aufgrund der geringen Einkünfte stellte sie jedoch den Betrieb am 3. Januar 1983 ein und im November 1983 wurde die Strecke stillgelegt und in der Folge abgebaut.

## Streckenbeschreibung
Die Strecke verläuft im Tal des Connecticut River, an dessen östlichem Ufer sie aus der Bahnstrecke East Northfield–Keene abzweigt. An der Ortschaft Hinsdale vorbei verläuft sie nordwärts am Flussufer und überquert bei Brattleboro den Fluss und damit die Grenze nach Vermont. Die Brücke ist noch vorhanden.